# Askeza
 Askeza  (starogrško ασκησις askezis – vaja ali vadba; v množini pomeni tekmo) je vaja v krepostnem življenju in v prizadevanju za popolnost. Asket je človek, ki goji askezo oz. spokornik ali menih (puščavnik). To je naravno močan človek, ki se odreče (mnogim) življenjskim užitkom. Izraz je znan predvsem v budističnem okolju.

## Askeza
Askeza je način življenja, ki obstaja v premagovanju grešnih strasti, v telesni pokori, postu in miloščini, kakor tudi v opravljanju določenih pobožnih vaj in dobrih del. 
Katoliška Cerkev za posebna dela askeza namenja odpustke.

### Vrste askeze
Negativna askeza je obvladovanje telesnih nagnjenj v korist duhovnega življenja v krščanstvu; pri stoikih ali kvietistih ima askeza namen mrtvičenja; v muslimanstvu trpinčenja, v budizmu pa izničenja in prehoda v mirovanje nirvane.
Pozitivna askeza je v krščanstvu napredovanje v molitvenem in krepostnem življenju.
Naravna askeza uporablja le človeška sredstva kot so: meditacija ali premišljevanje, telovadba, dieta, premagovanje raznih ovir in tudi šport.
Nadnaravna askeza. Verska, zlasti krščanska askeza uporablja tudi nadnaravna sredstva za pridobitev in povečanje Božje milosti.

### Asketizem
Asketizem je prizadevanje najmočnejše sredstvo za pridobivanje verske in nravne popolnosti, ki cveti zlasti med redovniki, ki se na to pot obvežejo s trojnimi zaobljubami: uboštva, čistosti in pokorščine. 
Asketizem v širšem pomenu predstavlja filozofijo, ki nalaga prostovoljno in zavestno odpoved materialnim, telesnim in tudi duhovnim potrebam.

### Asketika
Asketika je verska znanost, ki obravnava bistvo, modrosslovje, način in zgodovino askeze. V ožjem pomenu je ena od vej moralke ali nravoslovja.
O asketiki so med drugimi pisali poljubno ali znanstveno: 
- Sveti Frančišek Saleški: Filoteja
- F. X. Mutz: Krščanska asketika
- Tomaž Kempčan: Hoja za Kristusom

## Galerija slik
- Bizantinska ikona: Gregor Palamas
- El Greco: Janez Krstnik - Spokornik
- Bičarji na lesorezu iz 15. stoletja
- Simon Stolpnik Starejši (levo) in Simeon Stolpnik Mlajši ikona
- Goli asket Mahavira sprejema miloščino (sodobna predstavitev v hramu Jaina)
- Budistični menihi na Tajskem beračijo
- Asketa Sadhusa v Kathmanduju.
- Buda kot asket (kip iz polovice 3. stoletja - Britanski muzej)
- Egiptovski asket Onufrij Veliki iz 4. stoletja.
- Gautama kot spokornik.